# Маргевичюс, Ник
Николас Маргевичюс (англ. Nicholas Margevicius, 18 июня 1996, Норт-Роялтон) — американский бейсболист, питчер клуба Главной лиги бейсбола «Сиэтл Маринерс».

## Карьера
Ник Маргевичюс родился 18 июня 1996 года в пригороде Кливленда Норт-Роялтоне. Он окончил католическую старшую школу святого Игнатия и в Университет Райдера в Нью-Джерси. В составе студенческой команды Райдер Бронкс Ник отыграл три сезона с 2015 по 2017 год. Всего он отыграл 229,1 иннинга с пропускаемостью 3,18, большую часть времени выходя на поле стартовым питчером. С каждым сезоном он увеличивал количество сделанных страйкаутов. В арсенале Маргевичюса три вида подач — фастбол, чейндж-ап и кервболл.
В 2017 году в седьмом раунде драфта МЛБ Ник был выбран клубом «Сан-Диего Падрес». В том же сезоне он начал профессиональную карьеру, отыграв 48 иннингов в команде A-лиги «Трай-Сити Даст Девилс» и фарм-клубе «Сан-Диего» в Аризонской осенней лиге. Его пропускаемость в играх за команды составила 1,31, он также в среднем делал 11,6 страйкаута за девять иннингов. В течение сезона 2018 года Маргевичюс играл за «Форт-Уэйн Тин Капс» и «Лейк-Элсинор Сторм». Весной 2019 года Ник хорошо провёл предсезонные сборы и был включён в основной состав «Падрес», пропустив два уровня младших лиг.
30 марта 2019 года Ник дебютировал в МЛБ в домашней игре с «Сан-Франциско Джайентс». Он провёл на поле пять иннингов, сделав пять страйкаутов и пропустив один ран, но «Падрес» потерпели поражение со счётом 2:3. Маргевичюс стал вторым игроком, задрафтованным в 2017 году, вышедшим на поле в Главной лиге бейсбола. После удачного дебюта в его игре наступил спад и руководство клуба перевело Ника в фарм-клуб АА-лиги «Амарилло Сод Пуддлс». В Техасской лиге он одержал четыре победы при четырёх поражениях и в августе вернулся в состав «Падрес». В оставшейся части сезона Маргевичюс выходил на поле в качестве реливера. В январе 2020 года его выставили на драфт отказов, после чего Ник подписал контракт с «Сиэтлом».